# Odo von Paris
Odo von Paris (französisch Eudes; * vor 866; † 1. Januar 898 in La Fère), König des Westfränkischen Reichs von 888 bis 898, war der ältere der beiden Söhne Graf Roberts des Tapferen und dessen zweiter Gemahlin Adelheid von Tours. Er war der erste König aus dem Geschlecht der Robertiner, dessen Ahnherr sein Vater war. Mit seiner Wahl wichen die Westfranken von der angestammten Dynastie der Karolinger ab.

## Leben
Robert der Tapfere fiel 866 im Kampf gegen die Normannen. Darauf zog König Karl der Kahle die Lehen des Verstorbenen ein, statt ein Erbrecht der unmündigen Söhne anzuerkennen. Das Amt Roberts als Befehlshaber im Raum zwischen Seine und Loire und Organisator der Normannenabwehr übernahm Hugo der Abt, ein Vetter Karls des Kahlen aus dem Geschlecht der Welfen; er erhielt auch Roberts Grafschaften und Klöster und verdrängte damit Roberts Söhne. Erst 882 oder Anfang 883 erhielt Odo die Grafschaft Paris, nachdem deren vorheriger Inhaber, der Welfe Konrad, ein Vetter Hugos des Abtes, gestorben war. Während der Belagerung von Paris (885–886) durch dänische Wikinger organisierte Odo gemeinsam mit Gauzlin, dem Bischof von Paris, die Verteidigung der Stadt, womit er sich großes Ansehen erwarb. Den Ruhm dieser Kriegstaten verkündete der Dichter Abbo von Saint-Germain, ein Augenzeuge, in seinem Versepos Über die Kriege der Stadt Paris (De bellis Parisiacae urbis). Der Tod Hugos des Abtes am 12. Mai 886 ermöglichte Odo das Einrücken in die dadurch wieder vakant gewordenen Ämter seines Vaters, die Befehlsgewalt zwischen Seine und Loire und die Grafschaften Angers, Blois, Tours und Orléans, die ihm Kaiser Karl III. der Dicke verlieh. Außerdem wurde er wie schon sein Vater „Laienabt“, das heißt, er erhielt die Einkünfte von Klöstern (Saint-Martin in Tours, Saint-Germain-des-Prés und Saint-Denis) als Pfründen. Dadurch wurde Odo zum mächtigsten der Großen in Neustrien. Dies war eine Voraussetzung für seine Erhebung zum König. Den Titel eines Herzogs hat er aber nicht geführt; in den kaiserlichen Diplomen erscheint er nur mit seinem einfachen Grafentitel.
Nach der Absetzung Karls III. durch dessen Neffen Arnulf von Kärnten im Ostreich löste sich das karolingische Großreich endgültig auf; Karl starb im Januar 888, und nie wieder wurden die Reichsteile unter einem Herrscher vereinigt. Im Westfrankenreich konnte zwar Karl der Einfältige, ein Sohn des Karolingers Ludwig II., einen Thronanspruch geltend machen, doch war er erst neun Jahre alt, und der Adel wünschte einen militärisch befähigten Herrscher, nachdem man mit dem militärisch unfähigen Karl III. schlechte Erfahrungen gemacht hatte. Eine Gruppe entschied sich für den Markgrafen Guido von Spoleto, der von seinen burgundischen Anhängern erhoben und (wohl Anfang März 888) in Langres zum König gekrönt wurde. Die Adligen aus dem Norden des Westfränkischen Reichs jedoch erhoben Odo von Paris zum König. Er wurde am 29. Februar 888 in Compiègne durch den Erzbischof Walter von Sens gekrönt. Darauf zog sich Guido nach Italien zurück, da er die Aussichtslosigkeit seines Anspruchs erkannte. Damit hatte Odo keinen offenen Rivalen mehr. Er hatte aber einen zähen Widersacher in dem Erzbischof Fulko von Reims, der sich zum Fürsprecher des übergangenen Karolingergeschlechts machte und sich in diesem Sinne an den ostfränkischen König Arnulf von Kärnten, der ein Karolinger war, wandte. Ein Sieg Odos über die Normannen bei Montfaucon im Juni 888 konsolidierte jedoch die Macht des neuen Herrschers. Odo suchte eine Verständigung mit Arnulf und traf im August 888 in Worms mit ihm zusammen. Er erkannte einen Ehrenvorrang Arnulfs an, ohne dass dadurch die staatsrechtliche Eigenständigkeit des Westreichs beeinträchtigt wurde. Am 13. November 888 ließ sich Odo in Reims mit einer Krone, die er von Arnulf erhalten hatte, erneut krönen. Nun konnte er die Anerkennung seiner Herrschaft durch die noch zögernden Großen im gesamten westfränkischen Reich erlangen; sogar Fulko fand sich damit ab.
Odo hatte ein Kind von seiner Gattin Theoderata, das jedoch früh starb. Daher hatte er keinen Thronerben. Aus diesem Grund stärkte er systematisch seinen jüngeren Bruder Robert; er überließ Robert nach seiner Wahl zum König seine bisherigen Grafschaften und verlieh ihm weitere Würden. Diese Stärkung der robertinischen Hausmacht und die auch sonst für willkürlich gehaltene Vorgehensweise Odos rief im Adel Unwillen hervor. Graf Balduin II. von Flandern, der sich durch eine Entscheidung Odos benachteiligt fühlte, rebellierte. Odo vertraute die Stadt Laon seinem Vetter Waltger an, der jedoch den König verriet, zu Balduin überlief und ihm die Stadt übergab. Darüber war Odo so erbittert, dass er nach der Rückeroberung von Laon Waltger enthaupten ließ. Dem Verurteilten wurde sogar geistlicher Beistand vor dem Tod und ein christliches Begräbnis verweigert. Die Härte dieses Vorgehens löste weithin Entsetzen aus, und der Aufstand gegen Odo weitete sich aus. Seine Gegner, darunter insbesondere Fulko, erhoben am 28. Januar 893 den nun dreizehnjährigen Karolinger Karl (Karl III. den Einfältigen) zum König. Sie suchten bei dem ostfränkischen König Arnulf Unterstützung. Dieser akzeptierte zunächst den karolingischen Verwandten, entschied sich aber bereits 895 erneut für Odo.
In dem Bürgerkrieg erwies sich Odo bald als überlegen. Als 896/897 Frieden geschlossen wurde, unterwarf sich Karl und anerkannte Odo als König, doch musste Odo Karl als seinen künftigen Nachfolger akzeptieren. Die Machtstellung von Odos Bruder Robert blieb erhalten. Als Odo am 1. Januar 898 starb, wurde zunächst Karl der Einfältige allgemein als König anerkannt, doch später wurde Robert zum Gegenkönig erhoben (Robert I. von Frankreich). Odo wurde in der alten Königsabtei Saint-Denis beigesetzt.
Der Geschichtsschreiber Regino von Prüm berichtet, Odo sei von außergewöhnlich schöner Körpergestalt gewesen.